# Вінцентово (Плоцький повіт)
Вінцентово (пол. Wincentowo) — село в Польщі, у гміні Брудзень-Дужий Плоцького повіту Мазовецького воєводства.
Населення — 61 особа (2011).
У 1975-1998 роках село належало до Плоцького воєводства.

## Демографія
Демографічна структура станом на 31 березня 2011 року:
|          | Загалом | Допрацездатний вік | Працездатний вік | Постпрацездатний вік |
| -------- | ------- | ------------------ | ---------------- | -------------------- |
| Чоловіки | 22      | 3                  | 15               | 4                    |
| Жінки    | 39      | 11                 | 17               | 11                   |
| Разом    | 61      | 14                 | 32               | 15                   |